# پیت-هین خریس
پیت-هین خریس (انگلیسی: Piet-Hein Geeris؛ زادهٔ ۲۹ مارس ۱۹۷۲) بازیکن هاکی روی چمن اهل هلند بود.